# Румунія на зимових Олімпійських іграх 2010
Румунія на зимових Олімпійських іграх 2010 була представлена 29 спортсменами в 9 видах спорту.

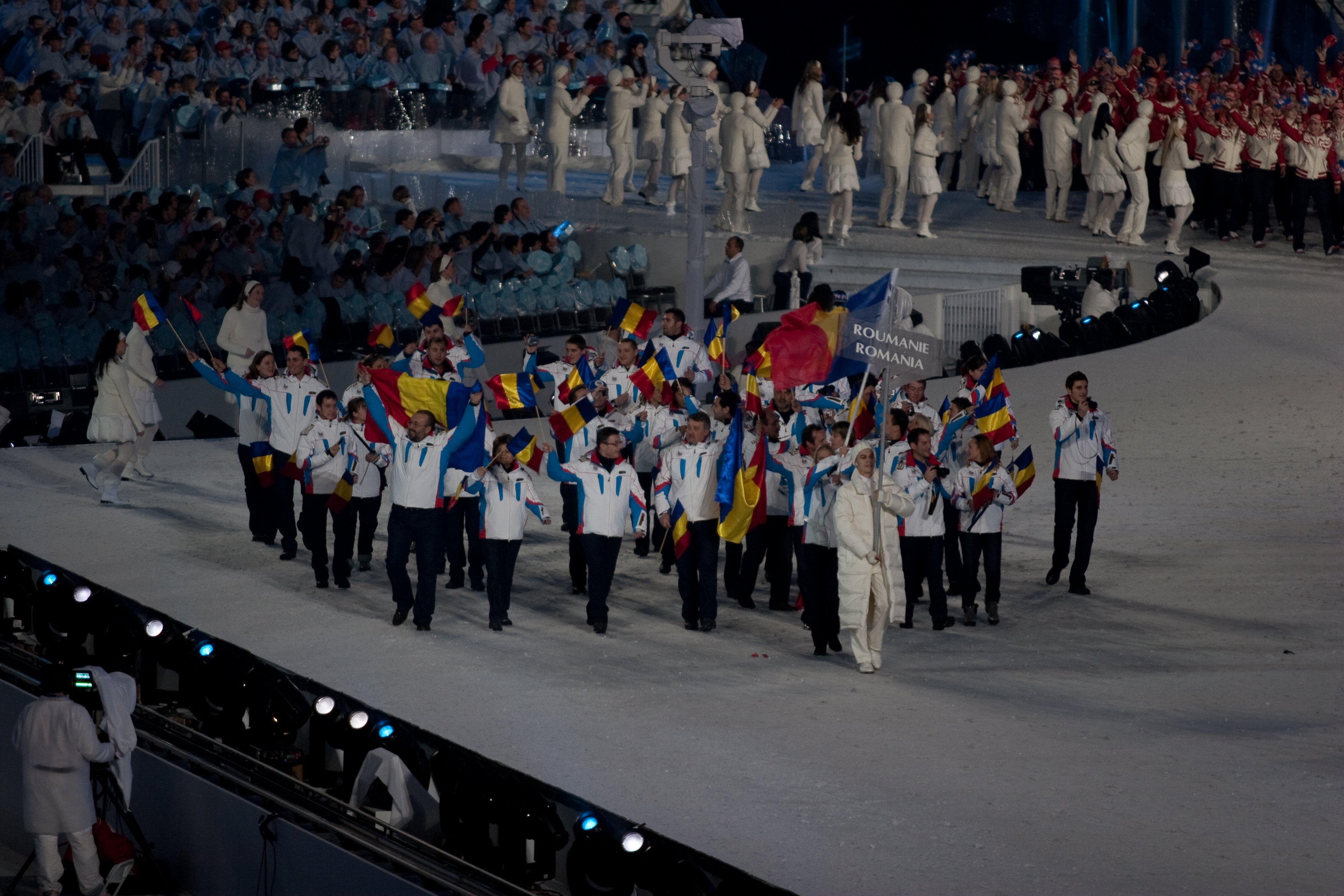
Збірна Румунії під час Параду націй на церемонії відкриття Олімпіади